# Gerhard Beckmann (Agrarwissenschaftler)
Gerhard Beckmann (* 1948 in Albaum; † 28. November 2015) war ein deutscher Agrarwissenschaftler und Direktor der Landwirtschaftskammer Westfalen-Lippe.

## Werdegang
Gerhard Beckmann wurde 1948 in Albaum, einem Ortsteil der früheren Gemeinde Kirchhundem im Amt Kirchhundem, geboren und besuchte dort die katholische Volksschule. 1967 machte er am Gymnasium in Altenhundem (heute Lennestadt) sein Abitur. An der Universität Gießen studierte er bis 1973 Agrarwissenschaften und promovierte. Im Juli 1978 trat er eine Stelle als Fachlehrer an der Landwirtschaftsschule in Soest an. Als Geschäftsführer der Kreisstelle Paderborn der Landwirtschaftskammer Westfalen-Lippe und als Leiter der Landwirtschaftsschule Paderborn war er von Februar 1986 bis März 1987 tätig. Dann wurde er zum Leiter der Lehr- und Versuchsanstalt für Landwirtschaft Haus Düsse bestellt. Die Hauptversammlung der Landwirtschaftskammer Westfalen-Lippe wählte ihn im Dezember 1998 zum Direktor, ein Amt, das er bis zur Fusion der Landwirtschaftskammern Rheinland und Westfalen-Lippe im Januar 2004 innehatte. Nach dieser Fusion wurde er Kammerdirektor für den Bereich Höhere Forstbehörde und übernahm 2005 die Leitung des aus der ehemaligen Höheren Forstbehörde gegründeten Landesbetriebes Wald und Holz. Zum 31. Dezember 2007 trat Dr. Gerhard Beckmann in den Ruhestand.